# Tuổi xương
Tuổi xương là mức độ trưởng thành của xương trẻ em. Khi một người trưởng thành từ cuộc sống của thai nhi từ thời thơ ấu, tuổi dậy thì và kết thúc sự phát triển khi còn trẻ, các xương của bộ xương thay đổi kích thước và hình dạng. Những thay đổi này có thể được nhìn thấy bằng x-quang. "Tuổi xương" của trẻ là độ tuổi trung bình mà trẻ đạt đến giai đoạn trưởng thành xương này. Chiều cao và tuổi xương hiện tại của trẻ có thể được sử dụng để dự đoán chiều cao của người trưởng thành. Đối với hầu hết mọi người, tuổi xương của họ giống như tuổi sinh học của họ, nhưng đối với một số cá nhân, tuổi xương của họ là một vài tuổi hoặc trẻ hơn. Những người có tuổi xương tiên tiến thường đạt được tốc độ tăng trưởng sớm nhưng ngừng phát triển sớm hơn, trong khi những người có tuổi xương chậm đạt được tốc độ tăng trưởng muộn hơn bình thường. Trẻ em có chiều cao dưới trung bình không nhất thiết bị chậm xương; trong thực tế tuổi xương của họ thực sự có thể được nâng cao mà nếu không được điều trị, sẽ kìm hãm sự phát triển của họ.
Khi mới sinh, chỉ có hành xương của các " xương dài " là tồn tại. Xương dài là những xương phát triển chủ yếu bằng cách kéo dài tại một đầu xương ở một đầu của xương đang phát triển. Các xương dài bao gồm xương đùi, xương chày, và xương mác của chi dưới, các xương cánh tay, xương quay, và xương trụ của chi trên (tay + cẳng tay), và các đốt ngón của ngón tay và ngón chân. Xương dài của chân chiếm gần một nửa chiều cao của người trưởng thành. Thành phần cơ bản khác của chiều cao là cột sống và hộp sọ.
Khi một đứa trẻ lớn lên, các epiphyses bị vôi hóa và xuất hiện trên các tia X, cũng như xương cổ tay và xương bàn tay, tách ra trên các tia X bởi một lớp sụn vô hình nơi xảy ra phần lớn sự phát triển. Khi nồng độ steroid sinh dục tăng lên trong giai đoạn dậy thì, sự trưởng thành của xương sẽ tăng tốc. Khi tăng trưởng gần kết luận và đạt được chiều cao trưởng thành, xương bắt đầu tiếp cận kích thước và hình dạng của xương trưởng thành. Các phần sụn còn lại của epiphyses trở nên mỏng hơn. Khi các vùng sụn này bị phá hủy, các epiphyses được cho là " đóng cửa " và sẽ không xảy ra tình trạng kéo dài xương nữa. Một lượng nhỏ tăng trưởng cột sống kết thúc sự tăng trưởng của thanh thiếu niên.

## Phương pháp

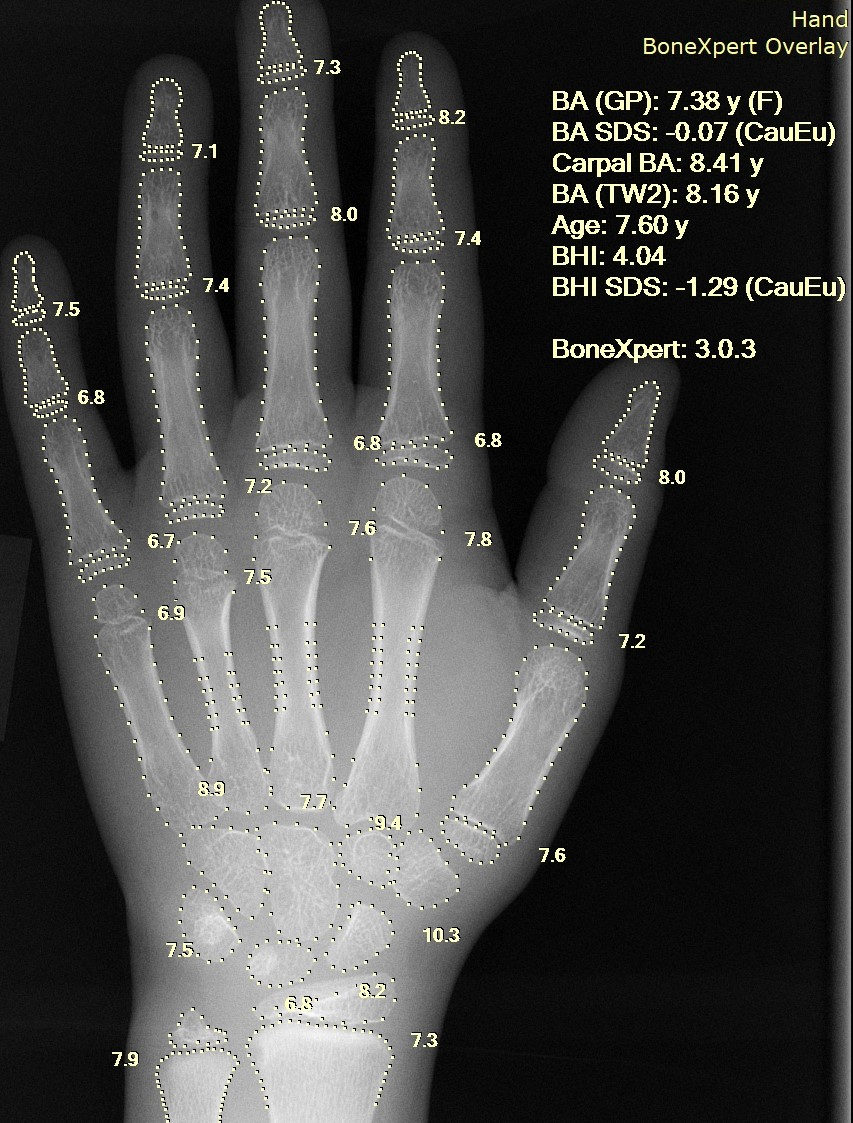
Hình chụp x quang bàn tay, với phần mềm tự động tính tuổi xương.

Phương pháp được sử dụng phổ biến nhất là dựa trên việc chiếu X quang trên bàn tay trái, ngón tay và cổ tay. Một bàn tay có thể dễ dàng chụp x-quang với bức xạ tối thiểu và hiển thị nhiều xương trong một lần xem. Hình xương trong chụp X quang được so sánh với xương của tập bản đồ tiêu chuẩn, thường là hình chuẩn của "Greulich và Pyle".